# Sanja Popović
Sanja Popović (* 31. Mai 1984 in Rijeka, Jugoslawien) ist eine kroatische Volleyballnationalspielerin.

## Volleyballkarriere
Sanja Popović wuchs in Rijeka auf. Ihre Spielerkarriere begann beim kroatischen Volleyballverein Kastav, im gleichnamigen Ort Kastav. Sie spielte dort erstmals in der Saison 1998/99. In der Spielzeit 1999 wechselte Popović nach Rijeka und verblieb dort bis zur Saison 2003.
Es folgte der Wechsel zu HAOK Mladost Zagreb, wo sie ab dem Jahr 2005 spielte und 2006 kroatischer Meister wurde. Danach wechselte sie nach Italien, zunächst zu Asystel Volley Novara und später zum Chieri Volley Club. Nach einer Saison 2009/10 in der Türkei bei Beşiktaş Istanbul kehrte sie nach Italien zurück zu Pallavolo Sirio Perugia. Nach einem kurzen Engagement 2011 in Südkorea bei GS Caltex Seoul kehrte sie zurück nach Europa zu VK Prostějov, mit dem sie 2012 Tschechischer Meister und Pokalsieger wurde. Anschließend spielte Popović in Polen bei Bank BPS Fakro Muszyna und gewann hier 2013 den CEV-Pokal. Im selben Jahr wurde sie mit Dynamo Moskau russischer Pokalsieger.
Sanja Popović spielte mit der Kroatischen Volleyballnationalmannschaft unter anderem bei der EM 2007 in Belgien und Luxemburg.